# Vanasadam

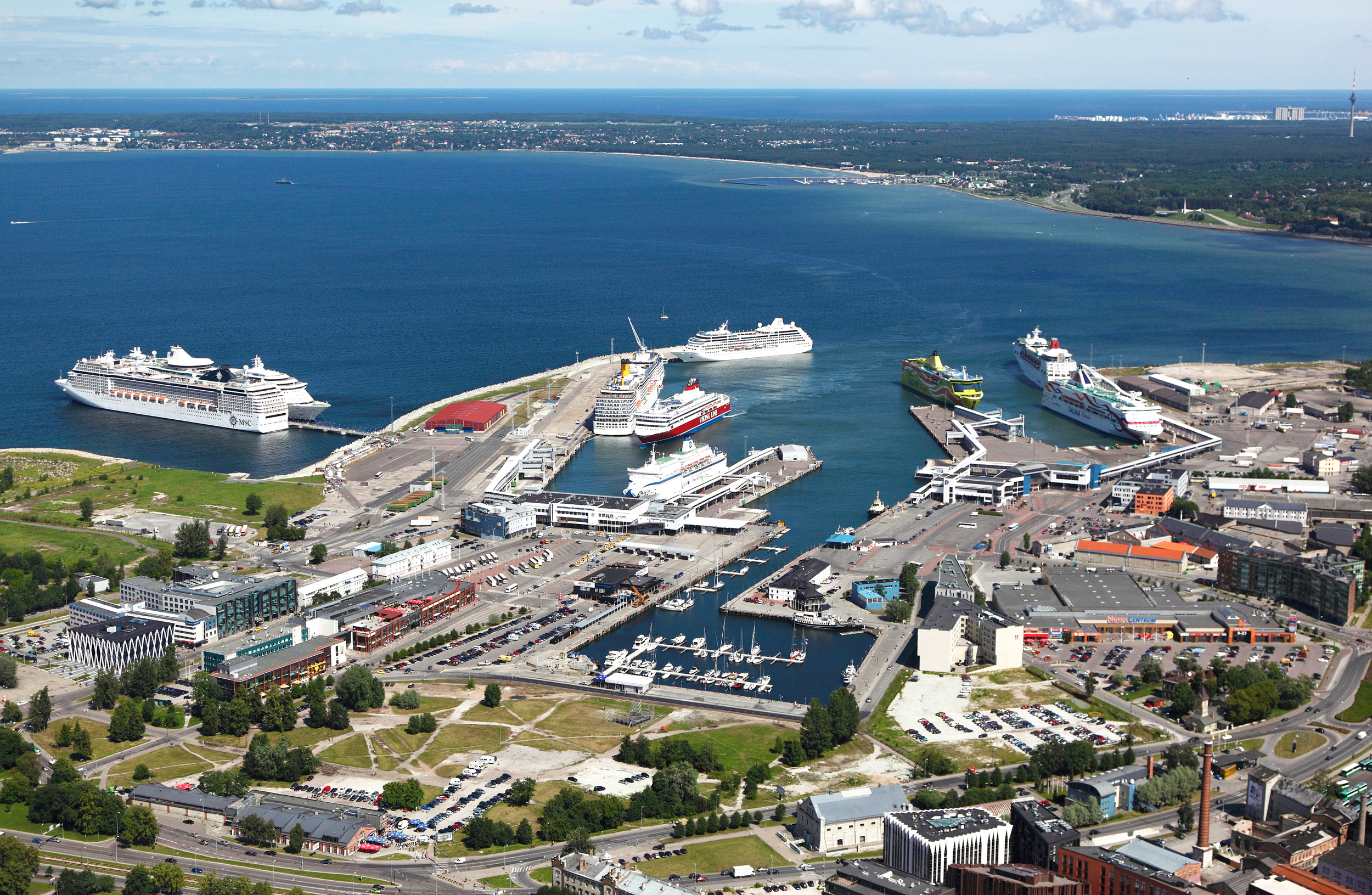
Tallinns hamn.

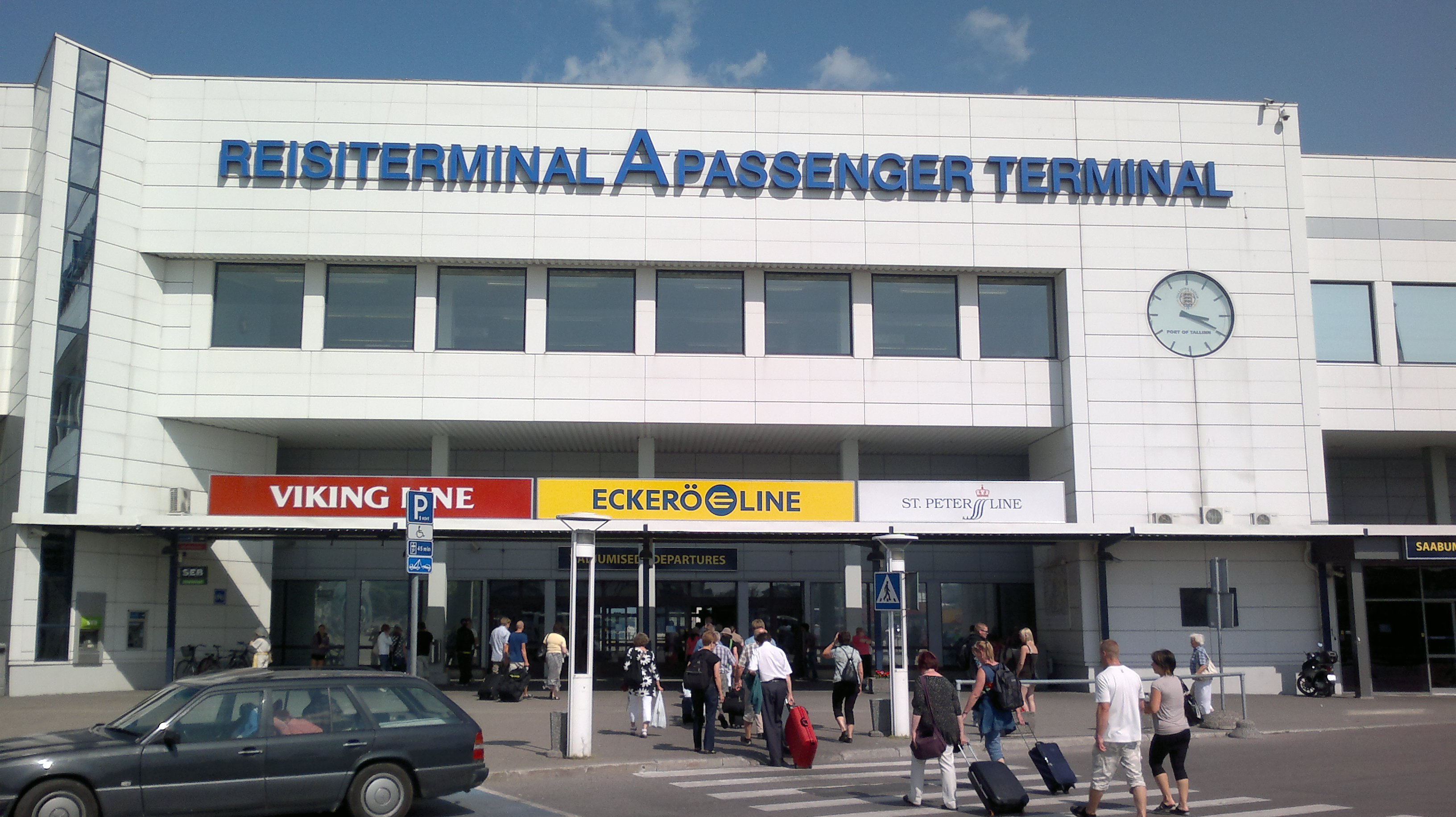
Terminal A i Tallinn Passagerarhamn.

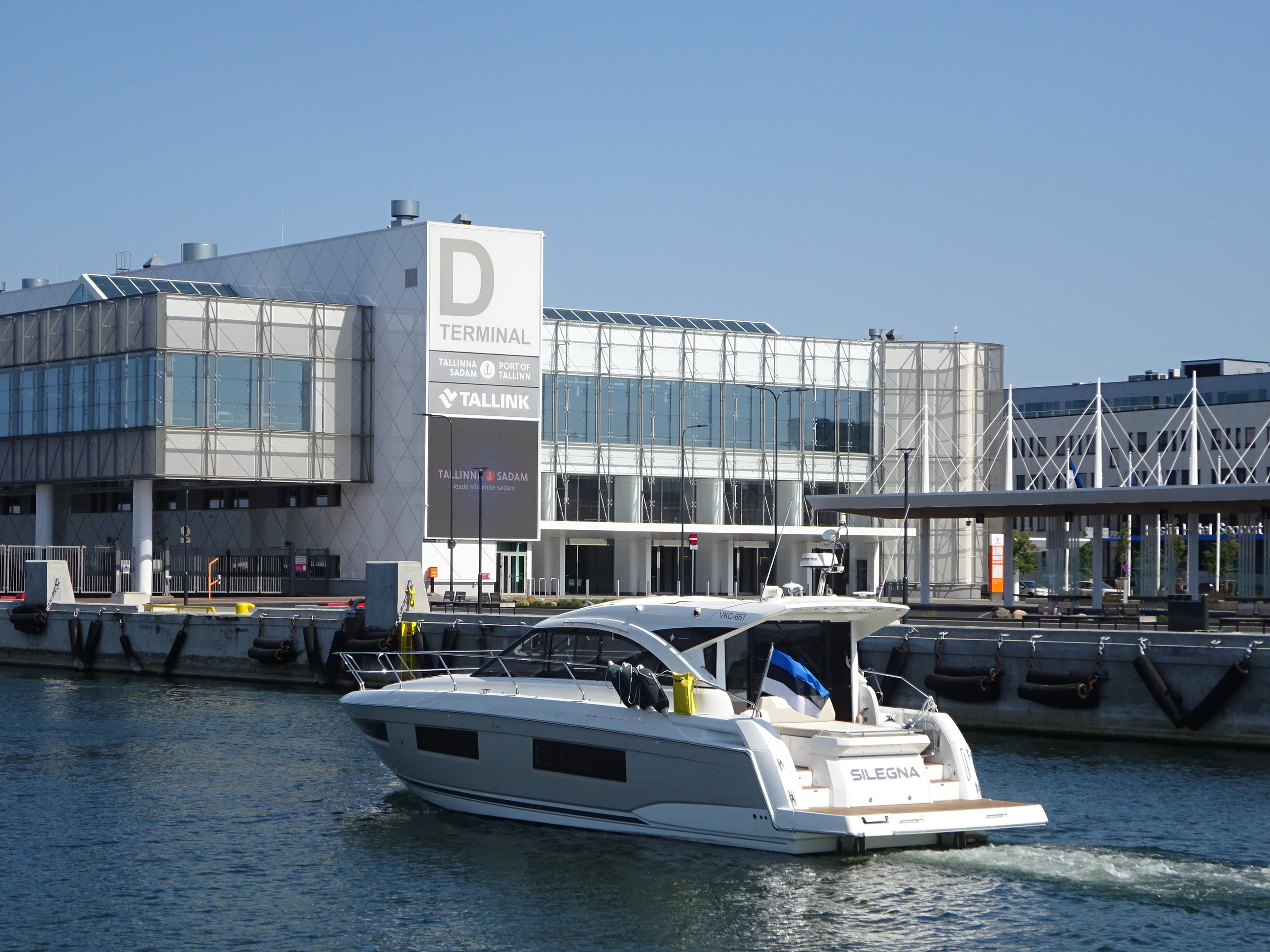
D-terminal år 2023.

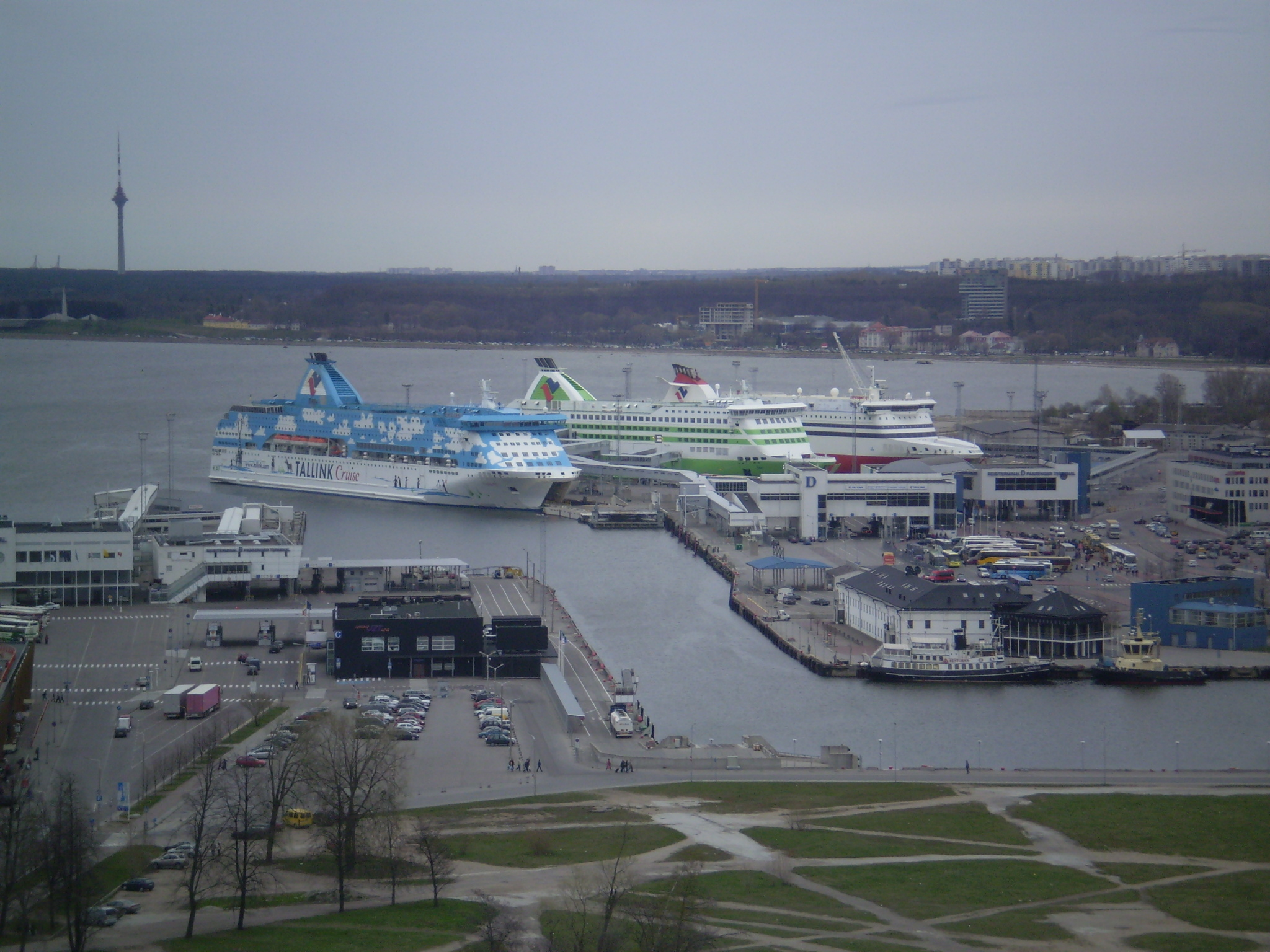
Fartyg i passagerarhamnen.

Gamla stans hamn (estniska: Vanasadam) är den viktigaste passagerarhamnen i Tallinn, Estland. Reguljära linjer trafikerar sträckorna till Stockholm (Sverige) och Helsingfors (Finland).

## Fartyg som trafikerar hamnen

### A-terminal
Rederierna Eckerö Line och Viking Line bedriver reguljär trafik från A-terminalen till Helsingfors.
Terminalen trafikeras av busslinje nr. 2
Fartyg som betjänar terminalen är:
| Fartygsvarv | Fartyg                                               | Rutt                |
| ----------- | ---------------------------------------------------- | ------------------- |
| Eckerö Line | M/S Finlandia                                        | Tallinn–Helsingfors |
| Viking Line | M/S Viking XPRS                                      | Tallinn–Helsingfors |
| Viking Line | M/S Viking Cinderella / M/S Gabriella (sommarsäsong) | Tallinn–Helsingfors |

### D-terminal
Rederiet Tallink bedriver reguljärtrafik från D-terminalen till Stockholm och Helsingfors.
Terminalen trafikeras av busslinjerna 20, 20A och 66
Fartyg som trafikerar terminalen är bl.a:
| Fartygsvarv | Fartyg           | Rutt                        |
| ----------- | ---------------- | --------------------------- |
| Tallink     | M/S Megastar     | Tallinn–Helsingfors         |
| Tallink     | M/S MyStar       | Tallinn–Helsingfors         |
| Tallink     | M/S Silja Europa | Tallinn–Helsingfors         |
| Tallink     | M/S Baltic Queen | Tallinn–Mariehamn–Stockholm |
| Tallink     | M/S Victoria I   | Tallinn–Mariehamn–Stockholm |